# Gottfried Helnwein

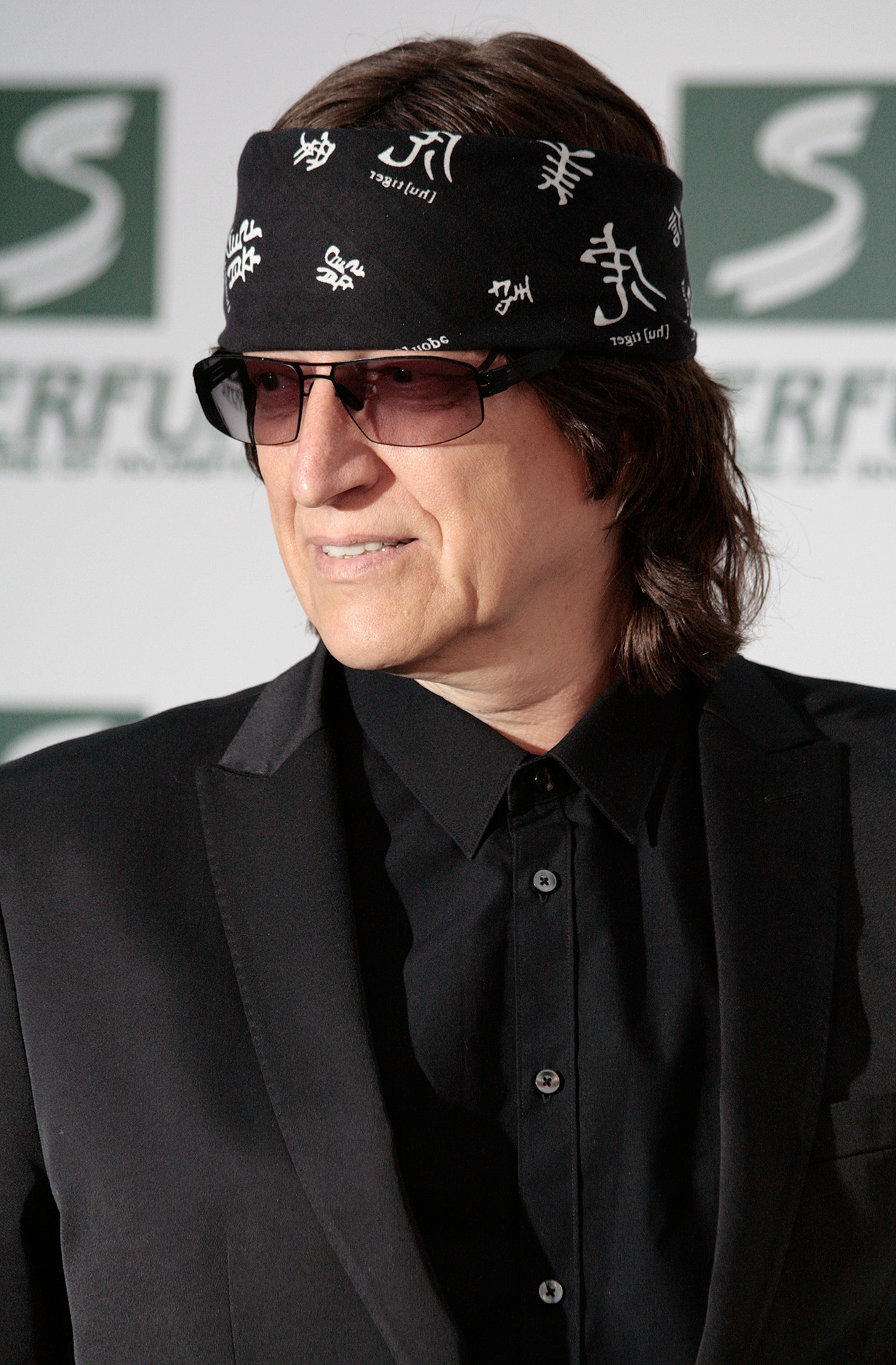
Gottfried Helnwein (2009)

Gottfried Helnwein (* 8. Oktober 1948 in Wien) ist ein österreichisch-irischer Künstler. Bekannt wurde er vor allem durch seine hyperrealistischen Bilder von verwundeten und bandagierten Kindern. In seinem gesamten Schaffen setzt er sich mit den Themen Schmerz, Verletzung und Gewalt auseinander und berührt dabei auch Tabu- und Reizthemen der jüngeren Geschichte. So wird insbesondere auch das Thema Nationalsozialismus in seinen Werken verarbeitet; im Zentrum seiner Arbeit steht die Darstellung des Kindes.

## Leben
Gottfried Helnwein wurde als Sohn eines Beamten der Postdirektion in Wien geboren, wo er seine Kindheit und Jugend verbrachte. Von 1965 bis 1969 besuchte er die Höhere Graphische Bundes-Lehr- und Versuchsanstalt in Wien und studierte von 1969 bis 1973 Malerei in der Meisterklasse von Rudolf Hausner an der Akademie der bildenden Künste Wien. In dieser Zeit arbeitete er mit den unterschiedlichsten Techniken und Stilmitteln. Neben der Zeichnung, der Aquarell-, Acryl- und Ölmalerei und verschiedenen Mischtechniken ist die Fotografie ein wesentliches Medium für ihn – oft im Zusammenhang mit Performance-Arbeiten.
Seine ersten Ausstellungen ab 1970 in Wien lösten immer wieder heftige Proteste aus, Ausstellungen wurden geschlossen und Arbeiten durch die Polizei beschlagnahmt. 1985, im Jahr seiner ersten Albertina-Ausstellung, schlug ihn Rudolf Hausner als seinen Nachfolger für die Leitung der Meisterklasse für Malerei vor. Die Mehrheit der Professorenschaft lehnte diesen Vorschlag jedoch ab. Ende 1985 übersiedelte Helnwein mit seiner Familie nach Deutschland, wo er von 1985 bis 1997 im Schloss Burgbrohl in der Eifel lebte und arbeitete. Seit Ende der 1980er Jahre begann er Installationen im öffentlichen Raum in seine Arbeit miteinzubeziehen. 1997 siedelte er mit seiner Familie in den Süden von Irland über und erwarb das Landhaus Castle Gurteen de la Poer, in der Grafschaft Waterford. Im Jahr 2002 richtete er sich ein Atelier in Los Angeles ein. Er lebt und arbeitet seitdem abwechselnd in Irland und in Los Angeles. 2004 erhielt er die irische Staatsbürgerschaft.

## Werk

### Das Kind

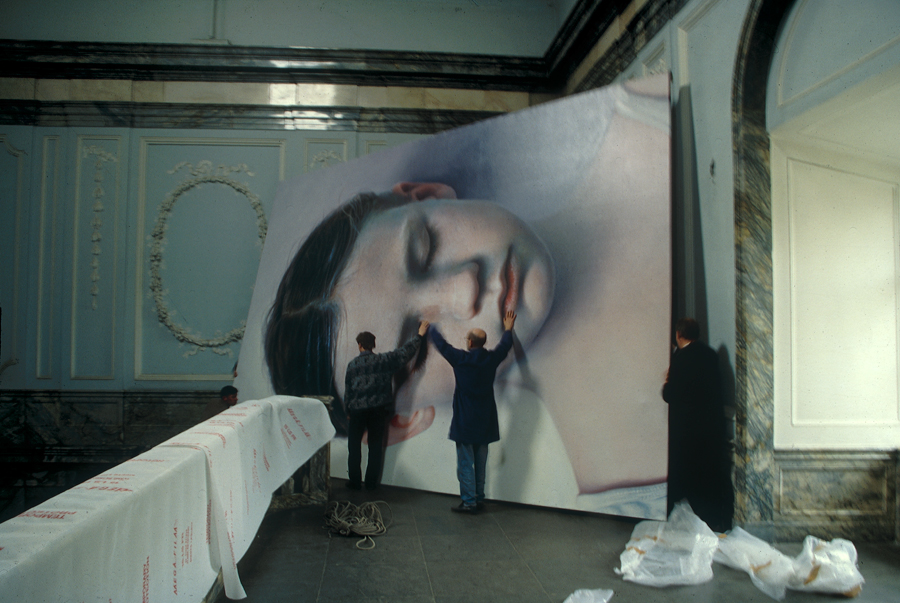
Helnwein, Head of a Child

Der Kunsthistoriker Peter Gorsen hat vom „malträtierten Kind“ als einer originären Bilderfindung Helnweins gesprochen, welche die uns lieb gewordenen kindertümelnden Bildvorstellungen aufgebrochen habe:

„Neben Skizzen von Ballet tanzenden Hasen und gestiefelten Katzen, strangulierten und gestopften Enten finden sich Studien oder eher Wunschzeichnungen zu malträtierten Kinderköpfen, deren Münder durch Spangen und rosige Narben grauenhaft entstellt sind, aber gleichzeitig durch ihre höhnischen, Fratzen schneidenden Grimassen Ungehorsam, Widerstand, Aufruhr, so etwas wie kindliche Autonomie in der depravierten Erwachsenenwelt signalisieren. Das Feixen des malträtierten Kindes, ein groteskes Vexierbild, in das Märtyrertum und Subversion der Menschenkreatur gleichermaßen eingeflossen sind, ist ganz allein Helnweins Erfindung. Sie offenbart sich in den vielen Metamorphosen des Phantasmas vom versehrten Körper als obsessives Grundmuster seiner Bildwelt und aktionistischen Darstellungen, als Metapher einer im Innersten des Menschen vorhandenen Unverletzlichkeit und Unbesiegbarkeit.“

Es sind Bilder, die ihre Wurzeln tief in Helnweins Kindheitserlebnissen haben:

„Irgendwann habe ich aber eingesehen, dass Kunst doch die einzige Möglichkeit für mich war. Vielleicht ist es ein Defekt, aber von frühester Kindheit an sah ich immer Gewalt um mich herum und die Wirkung von Gewalt: Angst.“

2004 widmete Kurator Robert Flynn Johnson auf Anregung des US-Sammlers Kent Logan diesem zentralen Aspekt in Helnweins Arbeit eine umfassende Einzelausstellung mit dem Titel: „The Child – works by Gottfried Helnwein“ im Palace of the Legion of Honor, San Francisco Fine Arts Museums. Die Ausstellung wurde von 127 000 Besuchern gesehen, und der San Francisco Chronicle bezeichnete sie als die wichtigste Ausstellung eines zeitgenössischen Künstlers im Jahre 2004.
Für Helnwein stellt die Kindheit jene kurze unschuldige Lebensphase dar, in der ein unberührter Mensch noch Kreativität und Imagination besitzt, bevor äußere Erziehungssysteme dies zerstören, die aus den Kindern gefügige Staatsbürger machen wollen.

### Künstlerische Aktionen
1970 fertigte Helnwein erste fotografische Selbstbildnisse mit Bandagen und chirurgischen Instrumenten an und veranstaltete Fotoaktionen mit Kindern.
Eine Einzelausstellung in der Galerie des Pressehauses in Wien wurde 1972 wegen heftiger Proteste gegen Helnweins Arbeiten, die bis zu Streikdrohungen führten, bereits nach drei Tagen wieder abgebrochen.
Sein erstes Cover für das Wiener Polit- und Kulturmagazin Profil zu dem Thema „Selbstmord in Österreich“, auf dem ein kleines Mädchen zu sehen ist, das sich die Pulsadern aufschneidet, führte 1973 zu heftigen Reaktionen in der Öffentlichkeit, viele Leser kündigten ihre Abonnements.
1974 folgte die Aktion Weiße Kinder mit 15 bandagierten Kindern in der Fußgängerzone Kärntner Straße in Wien.
Zur Erinnerung an die so genannte „Reichspogromnacht“, 1938, errichtete Helnwein 1988 in Köln zwischen Museum Ludwig und dem Kölner Dom die 100 Meter lange Installation Neunter November Nacht. Er konfrontierte die Passanten mit übergroßen blassen Kindergesichtern in endlos scheinender Reihe, wie zur KZ-Selektion aufgereiht. Schon nach einigen Tagen kam es zu ersten Beschädigungen: Unbekannte schlitzen die Kinderporträts in der Höhe der Kehlen auf.
2018 umhüllte Helnwein die Konzernzentrale des Wiener Städtischen Versicherungsvereins mit einem 4000 Quadratmeter großen Bild eines blonden Mädchens mit Maschinenpistole im Anschlag. Der Appell gegen Gewalt, Terror und Krieg war schon im Vorfeld umstritten.

„Gleichzeitig mit den ab 1969 gemalten Bildnissen verletzter und misshandelter Kinder wird um 1971/72 das bandagierte Kind als die neben dem Künstler wichtigste und mit ihm verbündete Märtyrerfigur in der Aktion dargestellt. Es verkörpert den unschuldigen, wehrlosen, der Gewalt ausgelieferten, geopferten Menschen.
 (…)
Abgrenzbar ist Helnwein vom Wiener Aktionismus, wenn er den Körper des Kindes nicht zum ästhetischen Material (wie in den „Materialaktionen“ von Günter Brus, Hermann Nitsch und Otto Muehl) nivelliert, sondern ihm eine symbolische Stellvertreterfunktion für den wehrlosen, geopferten Menschen verleiht. Dem sexualistischen Verständnis des Kindes im Freud (falsch) rezipierenden „Wiener Aktionismus“ setzt der Moralist und Weltverbesserer Helnwein die geschlechtslose Heilsgestalt des Kindes entgegen.“

### Selbstporträts
Helnweins Œuvre umfasst absolute Gegensätze: Das Triviale, etwa die Disneykultur, wechselt ab mit Untergangsvisionen der Seele, die Göttlichkeit des Kindes kontrastiert mit Horrorbildern von Kindesmissbrauch. Sein Grundthema bleibt die Gewalt, das physische und seelische Leid, das ein Mensch dem anderen zufügt. Der Künstler variiert dieses Thema innerhalb zweier Komplexe, die sich über viele Jahre hin durch sein Werk ziehen.
In einem Komplex setzt Helnwein sich mit sich selbst als Künstler auseinander. Der bandagierte Mensch, mit chirurgischen Instrumenten gefoltert, schreit seine Qualen hinaus. Helnwein zeichnet das Künstlerporträt eines auf Leiden reduzierten Menschen. Damit steht er in der spätmittelalterlichen Tradition des Schmerzensmannes. Helnwein geht einen Schritt weiter als Nauman, dessen Video Clown-Folter den Künstler als lächelnden Narren der Welt porträtiert. Es geht Helnwein nicht nur um sich selbst als Außenseiter der Gesellschaft. Der Künstler als Märtyrer, so heißt es bei Peter Gorsen, erhalte eine zentrale Bedeutung in Helnweins Werk, weil er zur Projektionsfläche des Weltgeschehens wurde. Zum autobiografischen Gehalt seines Selbstporträts sagte der Künstler in einem Interview: „Damit meine ich überhaupt nicht mich, sondern ich nehme mich, weil ich jederzeit als Modell verfügbar bin: Was ich meine, ist einfach einen 'Menschen'.“ Von diesem handeln die Selbstbildnisse – vom leidenden, verletzten, unterworfenen, gefolterten Menschen, dem nur noch der verzweifelte Schrei bleibt.
Der Wiener Kunsthistoriker, Direktor der Albertina, Klaus Albrecht Schröder bezeichnet das von Helnwein mehrfach variierte Selbstporträt mit verbundenem Kopf, den von Wundklammern geblendeten Augen und dem aufgerissenen schreienden Mund als selbstevidente Metapher für die elementare menschliche Bedingung heutiger Existenz.
Anlässlich der Ausstellung Melancholie – Genie und Wahnsinn in der Kunst (Neue Nationalgalerie, Berlin, Galeries nationales du Grand Palais, Paris, 2006) schreibt Moritz Wullen in seinem Essay Black Box – Der schwarze Innenraum des melancholischen Bewusstseins in der Bilderwelt des 20. Jahrhunderts: „In einer fotografischen Inszenierung Gottfried Helnweins erhebt sich der Künstler, fäulnisschwarz und monumental wie das Mahnmal einer letzten Einsicht: 'So ist Verzweiflung, diese Krankheit im Selbst, die Krankheit zum Tode. Der verzweifelte ist todkrank. Der Tod ist nicht das letzte der Krankheit, aber der Tod ist in einem fort das Letzte…“
Roland Recht, Direktor des Musée d’Art Moderne in Straßburg, sieht Helnwein als Teil einer Tradition in der österreichischen Kunst, die bis ins 18. Jahrhundert zurückgeht, zu der auch Künstler wie Messerschmidt, Schiele, Rainer, Nitsch und Schwarzkogler zählen, die in ihrer Arbeit den eigenen Körper als Ort von Verletzungen, Schmerz und Tod darstellen.

### Trivialästhetik und Comics

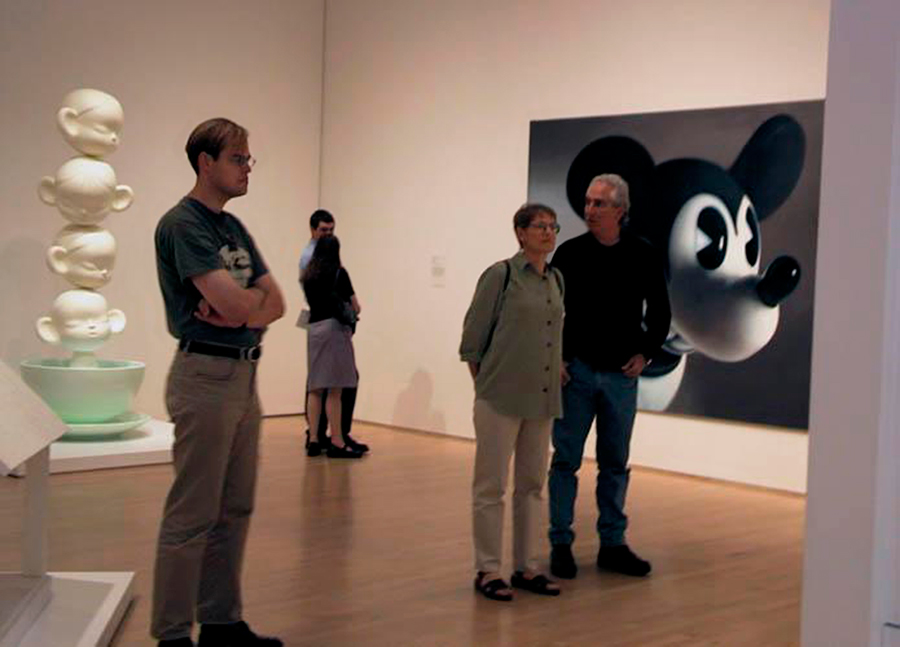
Mouse I von Helnwein im SFMOMA

Ein weiterer Aspekt in Helnweins Werk ist sein Engagement gegen autoritäre Erziehung, Wettrüsten, Verschmutzung der Umwelt und Psychiatrie. Helnwein hat die Motive und Formen der Populärkultur in teils karikierender, teils grotesk verfremdender Absicht verwendet. Sein penetranter Hypernaturalismus beunruhigt, grenzt an ironische Übertreibung. Die Brecht-Benjaminsche Maxime „Nicht an das gute Alte anknüpfen, sondern an das schlechte Neue“ hat bereits seine Anfänge in den frühen siebziger Jahren bestimmt. So wurde für ihn das grenzüberschreitende Arbeiten mit Mitteln ebenso der Fotografie, Comicstrips, Science-Fiction wie der realistischen Malerei eine selbstverständliche Konsequenz.
In den 1970er Jahren lehnte Helnwein die künstlerische Tradition der bürgerlichen Gesellschaft ab und glaubte an die primitive Kraft der Trivialkunst als kontraästhetisches Konzept. In Bezug auf sein Selbstverständnis als Künstler erklärte Helnwein in einem Radio-Interview mit SWR2 im August 2021: „Mir war diese enge Welt, die in kleinen Galerien stattfindet, nur für ein Kunstpublikum, zu bieder und zu elitär, dass ich gesagt habe, nein, ich will ganz im Sinne der Pop Art noch einen Schritt weitergehen. Ich will auf jedem Cover der Zeitschriften sein und ich will in jedem Kiosk hängen, das wäre doch eine viel bessere Ausstellung, wenn Leute, die dort hineinschlurfen, um Zigaretten zu kaufen, meine Bilder anschauen müssen, damit sie jeder wirklich sieht.“
Helnwein beschreibt seine frühe Kindheit im Wien der Nachkriegszeit als trostlos und düster. Aufgehellt wurde sie an jenem Tag, an dem ihm sein Vater ein Bündel der ersten deutschen Micky-Maus-Hefte mitbrachte:
„Als ich das erste Heft öffnete, fühlte ich mich wie einer, der bei einem Grubenunglück verschüttet worden war und nun nach den Tagen der Finsternis wieder ans Tageslicht trat … Ich war wieder daheim in einer vernünftigen Welt, in der man von Straßenwalzen plattgewalzt und von 100 Kugeln durchlöchert werden konnte, ohne Schaden zu erleiden; ich war in einer Welt, in der die Menschen wieder anständig aussahen, mit gelben Schnäbeln und schwarzen Knäufen als Nase. Hier traf ich auf jenen Mann der mein Leben verändern sollte, von dem der österreichische Poet H.C. Artmann einmal gesagt hat, dass er der einzige Mensch ist, der uns heute noch etwas zu sagen habe: Donald Duck.“
Obwohl Helnweins Arbeiten in der österreichischen Tradition verwurzelt sind, fließen von Anfang an Elemente amerikanischer Populärkultur in seine Bilder ein. Seit 1977 tauchen Disney-Comic Figuren in seinen Arbeiten auf. Helnwein behauptet immer wieder, er habe von Donald Duck bzw. durch Carl Barks, einen frühen und wohl bekanntesten Zeichner dieser Figur, mehr gelernt als in allen Schulen, die er besuchte. Mit der Figur Donald Duck könne sich Helnwein deshalb identifizieren, wie er in dem Dokumentarfilm Kunst als Waffe – Die Welt des Gottfried Helnwein von 2018 schilderte, da sich der arme Erpel immer wieder wie ein Stehaufmännchen ungebrochen aufrappele, ungeachtet welches Unglück ihm auch widerfährt, um unverdrossen weiter durch das Leben zu watscheln.
In einem seiner ersten Gemälde Peinlich zeigt er ein kleines Mädchen, das aussieht wie eine Puppe aus den 1950er Jahren in einem blass-rosa Kleidchen. Das Gesicht des dargestellten Kindes ist von einer Narbe, die sich vom Mund bis zu den Ohren zieht, grauenhaft entstellt, die Augen schauen mit einem ausdruckslosen, glasigen Blick ins Leere. In seinen bandagierten Händchen hält es ein Comic-Heft (mit einer Wastl-Geschichte) fest umklammert.
„It is as if Donald Duck had met Mengele“, kommentiert die Schriftstellerin Julia Pascal dieses Bild in dem britischen Magazin „New Statesman“, im April 2006. In dem Artikel Nazi Dreaming schreibt sie: 'Helnwein ist fasziniert von dem Verhältnis zwischen E- und U-Kunst. Er traf und fotografierte die Rolling Stones in London und sein Porträt von John F. Kennedy war das Titelblatt des TIME-Magazins anlässlich der 20. Wiederkehr des Attentates auf den Präsidenten. Andy Warhol und Muhammad Ali saßen ihm Modell. …Wenn man seine Bilder von den 70er Jahren bis in die Gegenwart betrachtet, sieht man so unterschiedliche Einflüsse wie Bosch, Goya, John Heartfield, Beuys und Mickey Mouse, und all das gefiltert durch eine Kindheit im Wien der Nachkriegszeit'.
1990 arbeitete er mit Marlene Dietrich an dem Buch Some Facts about Myself anlässlich des Falles der Berliner Mauer. Der Essay, der dem Buch den Titel gab, war der letzte Text, den Marlene Dietrich in ihrem Leben schrieb.
2000 zeigte das San Francisco Museum of Modern Art das Helnwein-Gemälde einer monströsen, grinsenden Micky Maus (Mouse I) in der Ausstellung The Darker Side of Playland – Childhood Imagery from the Logan Collection.

Im Jahr 2003 arbeitete Helnwein mit Marilyn Manson an dem Projekt The Golden Age of Grotesque und an experimentellen Video- und Filmprojekten, wie Doppelherz und mOBSCENE. Daraus resultierten eine Installation und Performance mit Manson an der Volksbühne Berlin.
Alicia Miller schrieb in Artweek:

„Ein großer Teil der Arbeiten in dieser Ausstellung sind aus dem Stoff aus dem kindliche Albträume sind. In solchen Träumen, lange vor dem Wissen der Erwachsenen um die spezifischen Schmerzen und Übel, die das Leben bereithält, werden die vertrauten und geliebten Objekte und Bilder der kindlichen Welt von etwas Unheimlichem zerstört. Für Kinder, die noch nicht verstehen, wovor man sich wirklich fürchten muss, vermitteln diese Träume eine Ahnung von den Schmerzen und Störung, die ihrer Welt drohen. Wahrscheinlich veranschaulicht dies nichts so sehr wie Gottfried Helnweins Mouse. Sein Porträt von Disneys Lieblingsmaus nimmt eine ganze Wand des Museums ein. Aus einem schrägen Winkel dargestellt, sieht Mickey’s sonst so lebhaftes, unverdorbenes Gesicht irgendwie hinterhältig und suspekt aus. Sein breites Lächeln, das eine Reihe schimmernder Zähne miteinschließt, wirkt mehr wie ein Zähnefletschen oder anzügliches Grinsen. Dies ist Mickey als Mr. Hyde, der jetzt sein verborgenes anderes Ich in äußerst beunruhigender Weise enthüllt. Helnweins Mickey ist in verschiedenen Grauschattierungen gemalt, so als würden wir ihn in einem alten Schwarzweißfernseher betrachten. Wir werden an den flimmernden Rand unserer eigenen Kindheitserinnerungen zurückgeführt, in eine Zeit die in unserer Vorstellung noch unschuldig war, in der es noch keine Verbrechen und keine Schuld gab. Aber Mickeys bedrohliche Haltung lässt uns ahnen, was da kommen wird.“

### Nationalsozialismus

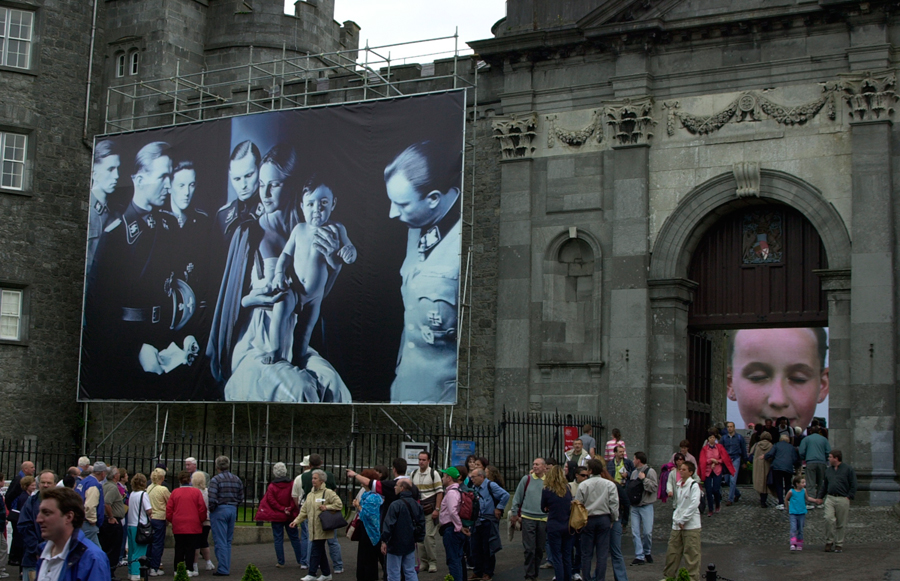
Epiphany I auf dem Kilkenny Arts Festival

Im Rückblick beurteilt Helnwein seine katholische Erziehung als Katastrophe. Sein Ziel war es stets, das repressive System weitgehend zu bekämpfen und zu unterminieren. Er verachtete das herkömmliche Schulsystem; sein Sehnen und Streben galt allein der Kunst. Er verließ die Schule und ging 1965 an die Höhere Graphische Bundes-Lehr- und Versuchsanstalt – die Ausbildung erwies sich jedoch als traditionell und konformistisch. In Auflehnung gegen diese Einschränkungen schnitt sich Helnwein einem inzwischen dementierten Bericht zufolge mit einer Rasierklinge in die Hand und malte mit seinem eigenen Blut ein Porträt von Hitler. Die Schulverwaltung reagierte entsetzt, beschlagnahmte das Blatt, und der junge Künstler begriff zum ersten Mal die Wirkungskraft eines Bildes. Kurz darauf wurde er der Schule verwiesen. In einem persönlichen Interview im Rahmen der Serie "Die Erfolgsstory", ausgestrahlt auf ATV am 9. Mai 2010, sagte Helnwein, dass er den Mythos, das Hitler-Porträt habe er mit seinem eigenen Blut gemalt, zwar mag, es schlichtweg aber nicht stimme.
Als im Jahr 1979 der Wiener Gerichtsmediziner Heinrich Gross in einem Interview der österreichischen Tageszeitung Kurier gefragt wurde, ob es stimme, dass er während der Zeit des Nationalsozialismus hunderte von Kindern durch Injektionen getötet habe, verwahrte sich dieser gegen diese Vorwürfe und antwortete, soweit er wisse, sei niemand totgespritzt worden, sondern man habe den Kindern lediglich Gift ins Essen gemischt, worauf diese friedlich eingeschlafen seien. Helnwein veröffentlichte daraufhin in dem Wiener Nachrichtenmagazin Profil ein Aquarell mit dem Titel Lebensunwertes Leben, welches ein Kind zeigt, das tot über seinem Essen zusammengebrochen, mit dem Kopf in einem Teller liegt. In dem begleitenden, satirisch formulierten Schreiben dankte er dem ehemaligen NS-Psychiater dafür, dass er den Kindern auf so humane Weise in den Himmel geholfen habe. Erst durch diese Aktion wurde eine breite öffentliche Diskussion über die Vergangenheit des Euthanasiearztes ausgelöst.
2004 schrieb Mitchell Waxman im Jewish Journal in Los Angeles: „Die stärksten Bilder, die sich mit dem Themen Nationalsozialismus und Holocaust beschäftigen, stammen von Anselm Kiefer und Gottfried Helnwein, und obwohl sich die Arbeit Kiefers wesentlich von der Helnweins unterscheidet, sind sie doch beide gleichermaßen geprägt durch das persönliche Erlebnis des Aufwachsens in einem deutschsprachigen Land der Nachkriegszeit.“
Eines der Bilder Helnweins ist Epiphany I (1996), mit dem er tief in das kollektive Gedächtnis der berühmtesten Geburt des Christentums taucht. Diese österreichisch katholische Krippenszene hat keine Geschenke darbringenden Weisen aus dem Morgenlande. Maria und das Kind sind von fünf respektvollen SS-Offizieren umringt, offensichtlich in Bewunderung vor der idealisierten kitschig-blonden heiligen Jungfrau. Das Christkind, welches auf Marias Schoß steht, starrt trotzig aus der Leinwand. Helnweins Jesusknabe ist Adolf Hitler.

### Installationen

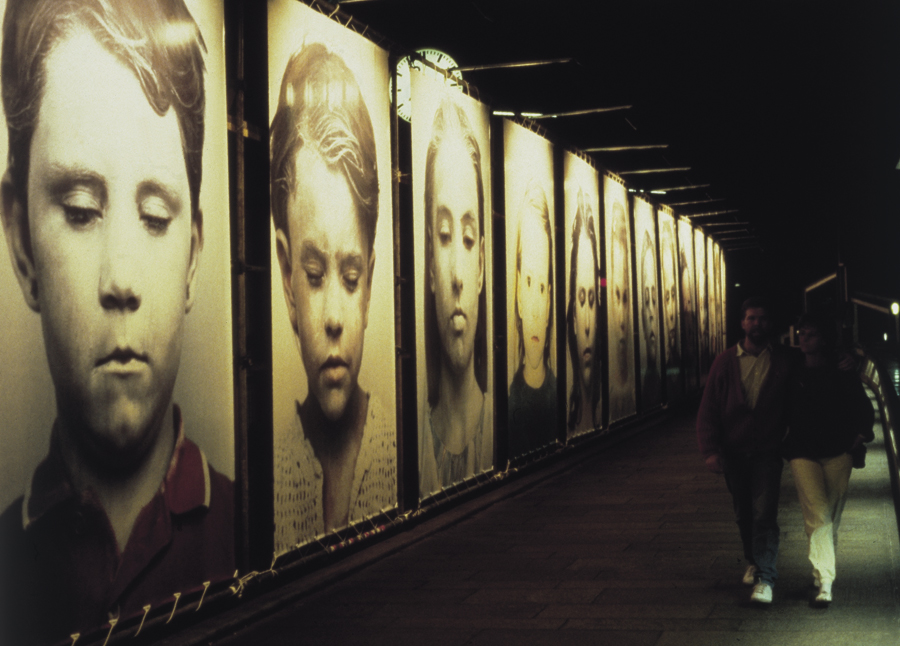
"Ninth November Night" Gottfried Helnwein

Zur Erinnerung an die Novemberpogrome in der Nacht des 9. November 1938 errichtete Helnwein in Köln 1988 die 4 Meter hohe und 100 Meter lange Installation Neunter November Nacht zwischen Museum Ludwig und dem Kölner Dom.

Tausende Passanten waren gezwungen, täglich an der langen Reihe überlebensgroßer Kinderfotos vorbeizugehen, die wie bei einer Selektion nebeneinander aufgereiht waren. Die Fotografien zeigten Kindergesichter, grob weiß geschminkt, die meisten von ihnen mit geschlossenen Augen. Die erste Tafel dieser Bilderwand war mit dem Schriftzug „Selektion“ versehen und auf der letzten Tafel war eine schematische Zeichnung aus einem antisemitischen Lehrbuch zu sehen, die den Unterschied zwischen der Gesäßform eines Ariers und der eines Untermenschen zeigen sollte. Die Reaktionen reichten von Betroffenheit bis hin zu Empörung, und eines Nachts wurden die Bilder von Unbekannten mit Messern zerschnitten.

Es gehört zu Helnweins künstlerischer Strategie, es dem Betrachter nicht zu ermöglichen, sich seinen Werken gegenüber neutral zu verhalten.

### Theater
Helnweins Plakat zu Peter Zadeks Inszenierung von Lulu von Frank Wedekind im Hamburger Schauspielhaus löste 1988 einen Sturm der Entrüstung aus. Hamburgs Kultursenator Ingo von Münch bezeichnete es als frauenfeindlich, die Frauenbeauftragte des Senats, Eva Rühmkorf, sah die Grenzen der Kunst überschritten. Eine „Deutschsprachige Bürgerinitiative zum Schutz der Menschenwürde“ erstattete Strafanzeige gegen Helnwein und Zadek wegen Pornografie; Alice Schwarzer hingegen verteidigte das Plakat. Im selben Jahr arbeitete Helnwein mit Johann Kresnik an dem choreographischen Drama Macbeth nach Shakespeare, welches mit dem Theaterpreis Berlin ausgezeichnet wird.
Im Jahr 2005 arbeitete Helnwein mit Maximilian Schell an der Oper Der Rosenkavalier von Richard Strauss für die Los Angeles Opera zusammen, Dirigent: Kent Nagano. 2006 folgte der Der Ring des Nibelungen I: Das Rheingold/Die Walküre an der Oper Bonn, gemeinsam mit Hans Kresnik. 2008 folgt Der Ring des Nibelungen II: Siegfried/Götterdämmerung.
Bei der Oper The Child Dreams zeichnete Helnwein 2010 für die visuelle Gestaltung verantwortlich, die auf einem Theaterstück des israelischen Schriftstellers Hanoch Levin basiert, Komponist ist Gil Shohat. Die Uraufführung fand in der Israeli Opera Tel Aviv statt, wo zur gleichen Zeit vor dem Opernhaus Helnwein's Installation Selektion (Neunter November Nacht) das erste Mal in Israel gezeigt wurde.
Ende der 1990er Jahre schrieb der argentinische Schriftsteller Rodrigo M. Malmsten das Theaterstück Kleines Helnwein, das auf Helnweins frühen Bildern verletzter Kinder basiert. Die Uraufführung fand 2000 im Teatro San Martin in Buenos Aires statt.

## Rezeption
Am 20. September 2016 enthüllte Helnwein sein Ebenbild mit Totenkopfstirnband in Madame Tussauds Wachsfigurenkabinett im Wiener Prater. Die Figur wurde zwischen Einstein und Freud aufgestellt, daneben steht ein Tisch aus dem Studio Helnweins. Farbspritzer an der Wand stammen von ihm, die Bilder sind Reproduktionen. Albertina-Direktor Schröder hielt die Laudatio auf den „Meister des Schreckens“.

## Ausstellungen (Auswahl)

### Einzelausstellungen
- 1985: Albertina, Wien, „Gottfried Helnwein – Arbeiten von 1970–1985“[2]
- 1987 Der Untermensch, Helnwein – Selbstportraits 1970–1987, Einzelausstellung im Musée d’Art Moderne in Strasbourg.[2]
- 1989 Einzelausstellung im Folkwang Museum, Essen.[45]
- 1990 Einzelausstellung im Musée de l’Elysée Lausanne und Außeninstallation Neunter November Nacht.[2]
- 1994 Helnwein kuratiert und organisiert die erste Museumsausstellung des Disney-Zeichners Carl Barks, des Schöpfers Entenhausens und etlicher seiner Einwohner. Die Retrospektive mit dem Titel Und die Ente ist Mensch geworden – Das zeichnerische Werk von Carl Barks wird zwischen 1994 und 1998 in zehn Museen gezeigt und von mehr als 400.000 Menschen gesehen.[46]
- 1998 Der Kölner Sammler Leo Fritz Gruber schenkt dem Museum Ludwig in Köln Helnweins fotografischen Zyklus Poems, der 1999 in der Ausstellung Augenblick und Endlichkeit das erste Mal gezeigt wurde.
- 2000 Ausstellungen im San Francisco Museum of Modern Art und im Los Angeles County Museum of Art.

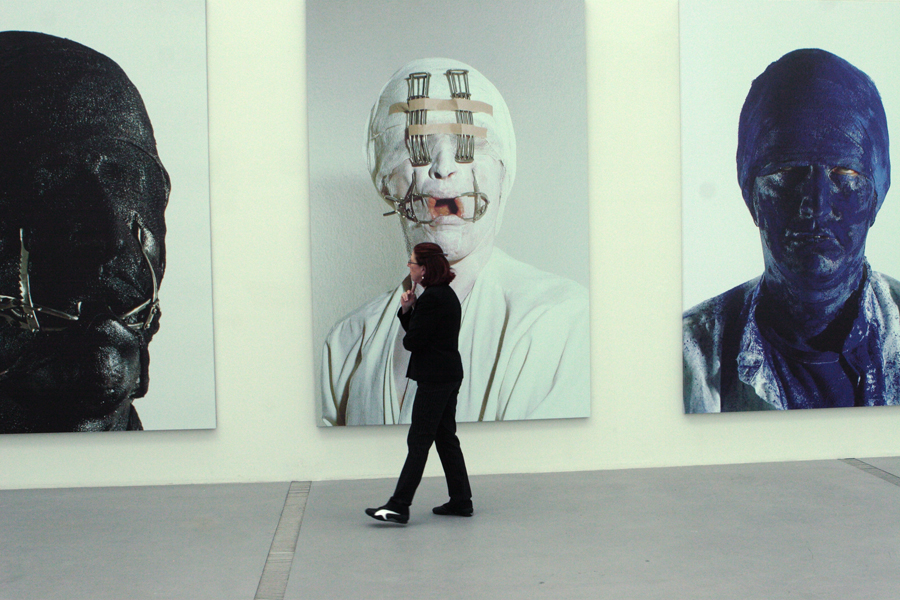
Der Untermensch 2006 im Lentos Kunstmuseum Linz

- 2004 The Child, Helnwein-Retrospective in der Legion of Honor, San Francisco Fine Arts Museums, die von ca. 130.000 Besuchern gesehen wird.[7]
- 2006 Face it Einzelausstellung im Lentos Kunstmuseum Linz[47]
- 2007: Helnwein kuratierte und organisierte, zusammen mit dem deutschen Comic-Experten Carsten Laqua, die erste große Carl-Barks-Retrospektive in Österreich im Karikaturmuseum Krems. Die Ausstellung Donald Duck… Und die Ente ist Mensch geworden – Das zeichnerische und poetische Werk von Carl Barks verzeichnete etwa 100.000 Besucher.[48]

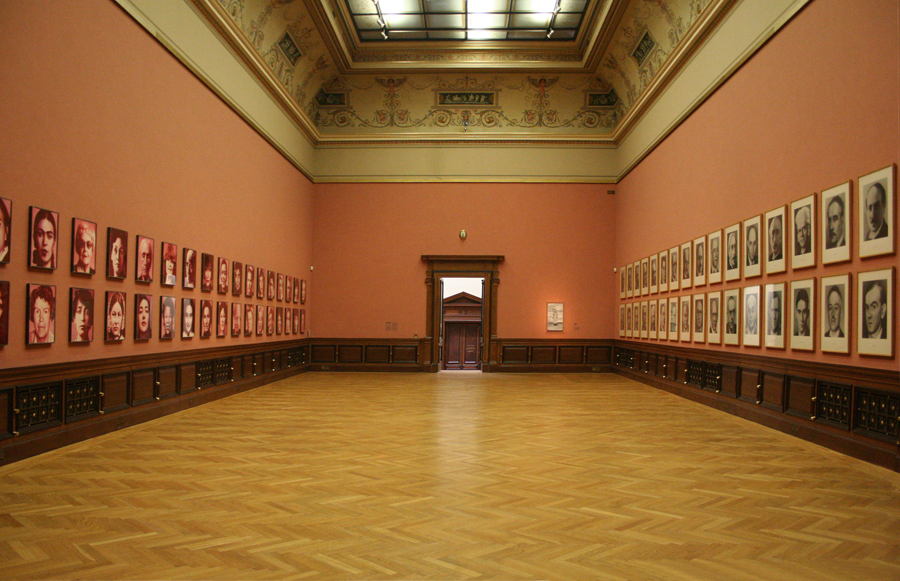
Helnwein und Richter in Prag

- 2011 – Die Galerie Rudolfinum in Prag stellt im Zentrum der Ausstellung Undeniable Me Gerhard Richters 48 Portraits Gottfried Helnweins gleichnamigem Bilderzyklus das erste Mal gegenüber.[49]
- 2013 – Retrospektive in der Albertina in Wien. Die Ausstellung wird von 250.000 Menschen gesehen und ist damit die erfolgreichste Ausstellung eines zeitgenössischen Künstlers in diesem Museum.[50][51][52]
- 2024: Gottfried Helnwein. Realität und Fiktion. Malerei, Osthaus Museum, Hagen[53]

### Gruppenausstellungen
- 2010: Ninth November Night, Installation, Tel Aviv, Israel[54]
- 2021: Ludwig Museum Koblenz, Sonderausstellung Schlaf der Vernunft (11. April 2021 – 20. Juni 2021)[55]

## Preise und Stipendien
- 1971: Kardinal-König-Preis
- 1974: Theodor-Körner-Preis
- 2005: Doppel-Platin-Schallplatte für das Cover-Artwork von Sehnsucht, Rammstein[56]
- 2006: Ehrung Helnweins durch die Stadt Philadelphia für seinen künstlerischen Beitrag, die Erinnerung an den Holocaust wachzuhalten[57]
- 2006: Landeshauptmann Erwin Pröll ernennt Gottfried Helnwein zum Ehrenbotschafter Niederösterreichs[58]
- 2007: Goose Egg Nugget Award der Carl-Barks-Society, für den bedeutenden künstlerischen Beitrag zum Vermächtnis des Comic-Künstlers Carl Barks[59]
- 2009: Steiger Award für Kunst[60]
- 2015: Nominierung durch Die Presse zum Österreicher des Jahres in der Kategorie Erfolg international[61]
- 2015: Honorary Member of iSTAN, the International Stage Art Network,[62]
- 2021: Ernennung zum Ehrenbürger der Stadt Bleiburg[63]
- 2021: Europäischer Kulturpreis für Bildende Kunst[64]